# جيم أبوت
جيم أبوت (بالإنجليزية: Jim Abbott) (و. 1967  م) هو لاعب كرة قاعدة، من الولايات المتحدة، ولد في فلينت، شارك في الألعاب الأولمبية الصيفية 1988، يلعب كمرسل الكرة ‏، ومرسل مطلق ‏.

## التعليم
تعلم في جامعة ميشيغان، وFlint Central High School ‏.

## جوائز
حصل على جوائز منها:
- Showstopper of the Year ESPY Award [الإنجليزية]‏ (1994)
- James E. Sullivan Award [الإنجليزية]‏ (1987).

## روابط خارجية
- جيم أبوت على موقع دوري كرة القاعدة الرئيسي (الإنجليزية)
- جيم أبوت على موقعبيزبول رفرنس.كوم (الدوري الرئيسي) (الإنجليزية)
- جيم أبوت على موقعبيزبول رفرنس.كوم (الدوري الثانوي) (الإنجليزية)
- جيم أبوت على موقع جمعية أبحاث البيسبول الأمريكية (الإنجليزية)
- جيم أبوت على موقع إي إس بي إن.كوم (أم.أل.بي) (الإنجليزية)
- جيم أبوت على موقع مشجعي الرسوم البيانية (الإنجليزية)
- جيم أبوت على موقع أوليمبيديا (الإنجليزية)